# هفت بهار نارنج
هفت بهار نارنج فیلمی ایرانی در ژانر درام عاشقانه به کارگردانی فرشاد گل‌سفیدی و نویسندگی احمد رفیع‌زاده محصول سال ۱۴۰۱ است. علی نصیریان (بازیگر نقش اصلی فیلم) برنده سیمرغ بلورین بهترین بازیگر نقش اول مرد در چهل و یکمین دوره جشنواره بین‌المللی فیلم فجر شده‌است.

## داستان
قصه عشق اساطیری شمس و طلعت…
فیلم هفت بهارنارنج عشقی پرشور میان طلعت و شمس را به تصویر می‌کشد و البته در این میان مشکلاتی نیز وجود دارد، از جمله ابتلای آقا شمس به فراموشی.

## بازیگران
- علی نصیریان
- لادن مستوفی
- فرهاد آئیش
- هومن حاجی‌عبداللهی
- سارا رسول زاده
- فرج‌الله گل‌سفیدی
- آرشا ‌گل‌سفیدی
- باران سلطانی‌مقدم[۴]

## جوایز و افتخارات

### چهل و یکمین دوره جشنواره بین‌المللی فیلم فجر
| رده                                    | نامزد       | نتیجه |
| -------------------------------------- | ----------- | ----- |
| سیمرغ بلورین بهترین بازیگر نقش اول مرد | علی نصیریان | برنده |